# Glyptothrips arkansus
Glyptothrips arkansus är en insektsart som beskrevs av Ian A. Hood 1957. Glyptothrips arkansus ingår i släktet Glyptothrips och familjen rörtripsar. Inga underarter finns listade i Catalogue of Life.